# Sebastian Kneipp
 (avril 2022).
 (avril 2022).
Si vous disposez d'ouvrages ou d'articles de référence ou si vous connaissez des sites web de qualité traitant du thème abordé ici, merci de compléter l'article en donnant les références utiles à sa vérifiabilité et en les liant à la section « Notes et références ».
Pour les articles homonymes, voir Kneipp.
Sébastien Kneipp, né le 17 mai 1821 à Stephansried (Royaume de Bavière) et mort le 17 juin 1897 à Bad Wörishofen (Empire allemand), est un prêtre catholique bavarois qui est à l'origine de thérapies naturelles portant son nom (en allemand Kneipp-Kur).

## Biographie
Il naît le 17 mai 1821 en Souabe à Stephansried (qui fait aujourd'hui partie d’Ottobeuren). Il est le fils du tisserand Xaver Kneipp et de son épouse Rosina et il avait deux sœurs et deux demi-sœurs. La pauvreté de sa famille l’obligea à onze ans à travailler avec son père au métier à tisser ou en tant que gardien du troupeau municipal. De 1827 à 1833, il fréquenta l'école communale de Stephansried et de 1833 à 1839 l'école du dimanche et jours fériés d’Ottobeuren. L'incendie de la maison de ses parents et la perte des 70 florins qu’il avait économisés le contraignirent à quitter son village natal et à trouver un emploi de valet de ferme à Grönenbach. Un parent éloigné, l'aumônier Matthias Merkle, s'occupa de lui, lui enseigna le latin et le prépara ainsi au Gymnasium. À Grönenbach, il rencontra également le pasteur du lieu, protestant réformé, Christoph Ludwig Köberlin qui était botaniste et lui fit découvrir la phytothérapie.
En 1844, il fut admis au collège royal de Dillingen et, en 1848, il commença à étudier la théologie au Lycée de Dillingen (de 1923 à 1971, Université de philosophie et de théologie de Dillingen).
Étant lycéen, il fut atteint de tuberculose et condamné par son médecin traitant. Il retrouva l'espoir à la lecture d'un livre de médecine naturelle de Johann Siegmund Hahn qui traite de soins à partir d'eau froide. Le livre est intitulé: " Manuel d'enseignement sur la puissance et l'action de l'eau froide sur le corps de l'homme, notamment chez les malades, grâce à son emploi interne et externe, efficacité qui ressort clairement des expériences menées avec méthode par Johan  Siegmund Hahn, docteur en philosophie et médecine, praticien à Schweidnitz" (1ère édition parue en 1738). Il décide alors de se baigner deux ou trois fois par semaine, pendant quelques instants, dans le Danube glacé près de Dillingen, c’est surtout en 1849 qu’il le fit ; à la maison il prenait des bains à mi-corps et s’aspergeait lui-même ; à son témoignage, c’est ainsi qu’il se rétablit. À Dillingen la fontaine Kneipp et le circuit Kneipp rappellent aussi bien le prêtre que l’apôtre de la cure thermale.
En 1850, il bénéficia d’une place gratuite au Georgianum de Munich et y poursuivit ses études de théologie. L’utilisation quotidienne de l’eau pour se soigner faisait désormais partie de sa vie de tous les jours. Au Georgianum, pour la première fois, il traita secrètement des camarades de classe atteints de la tuberculose. Il lut des livres sur les usages de l’eau, fréquenta l’Association des amis de l’eau et y entendit parler de Vincenz Prießnitz, de Gräfenberg, qui depuis 30 ans traitait grâce à l’eau en Silésie autrichienne.
Le 6 août 1852, il reçut l’ordination sacerdotale des mains de Mgr Peter von Richarz dans la cathédrale d’Augsbourg. Jusqu’en 1855, il occupa trois postes d’aumônier : à Markt Biberbach près d’Augsbourg, à Boos et à St. Georg in Augsburg.
Étant étudiant en théologie à Dillingen, puis à Munich, il fut amené à soigner quelques collègues et, en 1854, il contribua avec efficacité à lutter contre l'épidémie de choléra. De plus en plus de malades s'adressaient à lui pour guérir, alors même que des esprits critiques l'accusaient sans cesse de charlatanisme.
À partir de 1855, Kneipp fut nommé, sorte d'exil forcé, pour exercer le rôle d'aumonier, et envoyé au couvent des sœurs dominicaines de Wörishofen (actuellement Bad Wörishofen [Wörishofen-lès-Bains], en Bavière). En plus de son ministère religieux, il perfectionna ses méthodes thérapeutiques et en 1880 fut fondé en ce même lieu le premier établissement de bains.

C'est en 1886 que parut son ouvrage Meine Wasserkur [Ma Cure d'eau], grâce auquel il enseigna sa méthode de guérison par l'eau. Deux ans plus tard fut édité So sollt ihr leben [C'est ainsi qu'il vous faut vivre], c’est-à-dire un recueil de conseils au sujet de l'alimentation, de l'activité corporelle et d'un style de vie sans excès. Le cercle de ses patients grandit considérablement, des grands-ducs autrichiens, des membres de l'aristocratie française, des prélats italiens et espagnols comptent parmi ses patients. Des sociétés appliquant la méthode Kneipp furent fondées. L'institut Français de la méthode Kneipp sera installé à Auteuil que l'abbé visitera deux ans avant sa mort. Il prodigua même, en 1894, ses conseils au pape Léon XIII. Ledit pape lui offrira en retour une médaille d'or, en récompense des soins prodigués et lui déclarera "Dites à vos paroissiens que le pape vous est reconnaissant des soins que vous lui avez donnés"
Sébastien Kneipp mourut à Bad Wörishofen. La presse européenne ne tarira pas d'éloges à l'égard de celui que les journalistes nommaient "Wasserkönig" (le roi des eaux). La rédaction de "La Science Française" écrira même: " La science officielle, si jalouse de ses prérogatives, a dû compter elle-même avec ce bonhomme, qui avait le toupet de guérir les gens en dehors de toutes les traditions et de toutes les règles. Nombreux sont les médecins qui sont allés à Wörishofen se rendre compte de visu du mécanisme et de l'efficacité du traitement. Et presque tous, arrivés là incrédules, en sont revenus plus ou moins convaincus que, tout de même, il pourrait bien y avoir quelque chose...";  La ville est de nos jours un lieu de cure célèbre, Kneipp-Kurort.

## Méthode Kneipp
La méthode Kneipp est fondée sur cinq piliers :
- l'hydrothérapie (soigner par l'eau) ; la force curative de l'eau est employée de diverses manières dont les plus appliquées sont les jets d'eau froide (Wassergüsse) et la marche, à la façon de la cigogne, dans un bassin d'eau froide (Wassertreten), toujours après échauffement ; Cette thérapie peut se décliner en plusieurs méthodes conjointes ou indépendantes :
  - lotion d'eau froide sur la poitrine, puis le malade se recouche au chaud pendant 15 minutes,
  - applications de compresses : froides (pathologies digestives et cardiaques) ou chaudes (gastrites, entérites, asthme, bronchites),
  - enveloppements de tissus mouillés d'une à deux heures (dermatoses, action sédative...),
  - bains : froids ou chauds en fonction des pathologies,
  - douches et bains de vapeur ;
- la phytothérapie (soigner par les plantes). L'abbé les appellent " ces vieilles amies de l'homme". Il emploie notamment les fleurs de foin et la paille d'avoine. L'absinthe, l'ansérine, le bouillon-blanc, la centaurée, le genévrier, l'ortie, le plantain, la sauge, le sureau, la prêle sont aussi utilisées sous forme d'huiles, ou thé ou de poudre ;
- l'argile, que l'abbé nomme "l'un des plus remarquables remèdes (...) donné à l'homme et aux animaux" est aussi pleinement exploité en cas de dermites, phlébites, rhumatismes et inflammations ;
- l'activité physique (soigner par le mouvement), qui cible autant le corps que les organes ; les vêtements amples sont recommandés, ainsi que la promenade à pieds nus (Barfusslaufen) qui constitue une « méthode douce d'endurcissement » ;
- la diététique (soigner par une alimentation rationnelle) ;
- un mode de vie sain et équilibré.

## Publications
(avril 2022).
- Comment il faut vivre : avertissements et conseils s'adressant aux malades et aux gens bien portants pour vivre d'après une hygiène simple et raisonnable et une thérapeutique conforme à la nature, 1891
- Ma cure d'eau pour la guérison des maladies et la conservation de la santé, 1897
- Mon testament : conseils aux malades et aux gens bien portants, 1895
- Quelques conseils médicaux contenus dans mon almanach pour l'an de grâce 1892, 1895
- Soins à donner aux enfants dans l'état de santé et dans l'état de maladie ou Conseils sur l'hygiène et la médecine de l'enfance, 1892